# Johann Kaspar Hagenbuch
Johann Kaspar Hagenbuch (* 19. August 1700 in Glattfelden; † 6. Juni 1763 in Zürich; auch Johann Caspar) war ein Schweizer Theologe, Altertumsforscher und Hochschullehrer.

## Leben
Hagenbuch besuchte die Gelehrtenschule in Zürich und hat anschliessend am Collegium Carolinum in Zürich Theologie studiert. Seine Ordination erfolgte 1720. In der Studienzeit eröffnete er mit seinem Studienfreund Johann Jakob Breitinger und unter anderen den Gelehrten Pieter Burman der Ältere sowie Johann Albert Fabricius einen Briefwechsel, der neue Erkenntnisse ihrer Wissenschaften beinhaltete.
Nach dem Studium, als Erzieher und Hauslehrer sowie später auch als Prediger tätig, bereiste Hagenbuch die Schweiz und erfasste Altertümer und deren Inschriften. Dies blieb sein Leben lang eine Leidenschaft, so entdeckte er 1747 einen Grabstein, in dessen Inschrift der Name Zürich zum ersten Mal bezeugt werden konnte. Sie belegt, dass Zürich in der römischen Zeit nicht Tigurum, sondern Turicum hiess.
Nachdem er bereits ab 1728 als Honorarprofessor tätig gewesen war, wurde Hagemann 1730 am Collegium Carolinum in Zürich zunächst Professor für Eloquenz, 1731 dann Professor für Profangeschichte sowie 1735 für Griechisch und Lateinisch. 1749 erhielt er eine Pfründe als Chorherr, ab 1756 bis zu seinem Tod war er Kanonikus und Professor der Theologie am Collegium.
Hagenbuch gehörte in Zürich der Gesellschaft der Mahler von Johann Jakob Bodmer an. Ausserdem war er seit 1748 Mitglied der Accademia Etrusca in Cortona und der Accademia Toscana di Scienze e Lettere «La Colombaria» in Florenz, seit 1752 der Académie des sciences in Paris sowie seit 1754 der Akademie der Wissenschaften zu Göttingen und der Königlich-Preußischen Akademie der Wissenschaften in Berlin.

## Werke (Auswahl)
Hagenbuchs umfänglicheren Werke sind:
- Epistolae epigraphicae, Zürich 1747. (Digitalisat)
- De Diptycho Brixiano Boethii Consulis epistola epigraphica..., Zürich 1749. (Digitalisat)

Zudem veröffentlichte er eine Reihe von kleineren Artikeln und Werken, beispielsweise
- De graecis Thesauri novi Muratoriani Marmoribus quibusdam metricis Diatriba. Zürich 1744. (Digitalisat)